# Andreas Trautmann
Andreas Trautmann (* 21. Mai 1959 in Dresden) ist ein ehemaliger deutscher Fußballspieler, der zwischen 1977 und 1991 in der DDR-Oberliga für Dynamo Dresden spielte. Er wurde dreimal DDR-Meister und Pokalsieger. 1989 wurde er Fußballer des Jahres in der DDR. Trautmann ist 14-maliger DDR-Nationalspieler.

## Sportliche Laufbahn

### BSG-, Club- und Vereinsstationen
Trautmann begann seine Fußballlaufbahn bei der BSG Empor Tabak Dresden. Später wechselte er zum FSV Lok Dresden und wurde von dort 1972 im Alter von 13 Jahren zum Dresdner Fußballschwerpunkt Dynamo Dresden delegiert. Sein erstes Oberligaspiel absolvierte der inzwischen als Maschinenanlagenmonteur ausgebildete Trautmann als Linksaußenstürmer für den nicht einsatzbereiten Rainer Sachse am 11. Spieltag der Saison 1977/78, ausgetragen am 3. Dezember 1977, in der Begegnung zwischen Dynamo Dresden und dem BFC Dynamo (1:2). Es folgten weitere sechs Einsätze als Einwechselspieler, mit denen er schließlich am Meistertitel der Dresdner beteiligt war.
In der folgenden Saison 1978/79 wurde er mit 20 Punktspieleinsätzen als Mittelfeldakteur bereits Stammspieler. In der Folgezeit war er einer der beständigsten Akteure und blieb vorerst von langwierigen Verletzungen verschont. Am 1. Mai 1982 holte er sich mit dem Gewinn des DDR-Pokals seinen zweiten Titel. Beim Sieg nach einem 5:4-Erfolg im Elfmeterschießen gegen den BFC Dynamo spielte er auf der Position des Vorstoppers. Damit wurde die Phase eingeläutet, in der der 1,84 Meter große Trautmann seine Laufbahn als Verteidiger fortsetzte. 1984 und 1985 fügte er seiner Erfolgsstatistik die Pokalsiege Nummer zwei und drei hinzu.
1986 erlitt er eine schwere Kreuzbandverletzung, sodass er in der Saison 1986/87 nur 14 Punktspiele absolvieren konnte. Entgegen Expertenprognosen konnte er nach einer sechsmonatigen Pause seine Karriere fortsetzen und seinen Stammplatz in der Dynamoverteidigung behaupten. An den beiden letzten Meisterschaftsgewinnen von Dynamo Dresden 1988/89 und 1989/90 war er mit 20 beziehungsweise 16 Einsätzen beteiligt. 1989 wurde er von den Sportredaktionen der DDR-Medien zum Fußball des Jahres gewählt.
In der Saison 1990/91 gab es eine wenige Monate dauernde Unterbrechung in Trautmanns Dynamo-Engagement, denn im Sommer 1990 wurde er zusammen mit seinen Mannschaftskollegen Matthias Döschner und Hans-Uwe Pilz für 513.000 DM an den SC Fortuna Köln in die 2. Bundesliga verkauft. Nach nur zehn Einsätzen in der 2. Bundesliga kehrte Trautmann zusammen mit Pilz, aber ohne Döschner Ende November 1990 bereits zu Dynamo Dresden zurück. Dort absolvierte er noch einmal 134 Minuten an drei Spieltagen der letzten eigenständigen Saison des ostdeutschen Erstligafußballs. Damit hatte Trautmann innerhalb von 14 Spielzeiten 270 Punktspiele bestritten und 48 Meisterschaftstore erzielt.
Nach Hans-Jürgen Dörner (392) und Reinhard Häfner (366) hat Trautmann damit die drittmeisten Oberligaeinsätze aller Dynamo-Spieler. Von den in dieser Zeit ausgetragenen 54 Europapokalspielen bestritt er 41 Begegnungen, in denen er sieben Tore schoss. Unter anderem war er bei dem weitesten Vordringens der Dynamos im Europapokal dabei, als die Dresdner 1989 erst im Halbfinale des UEFA-Pokalwettbewerbs ausschieden. Trautmann stand in beiden Spielen gegen den VfB Stuttgart (0:1, 1:1) als Verteidiger in der Mannschaft.
Obwohl sich Dynamo Dresden für die Bundesligasaison 1991/92 qualifiziert hatte, kam Trautmann nicht mehr zum Einsatz. Vielmehr wurde er Anfang 1992 entlassen, als bekannt wurde, dass er für den DDR-Staatssicherheitsdienst gearbeitet hatte. Trautmann wechselte zum Dresdner SC, bei dem er von 1992 bis 1994 zunächst in der Amateuroberliga und danach zum Schluss in der fünftklassigen Landesliga Sachsen spielte. Als Freizeitfußballer spielte er noch einige Monate beim sechstklassigen Bezirksligisten VfL Pirna-Copitz, bis im Frühjahr 1996 eine Knieverletzung seine Laufbahn als aktiver Fußballspieler endgültig beendete.

### Auswahleinsätze
1976 und 1977 gehörte Trautmann zum Kader der DDR-Juniorennationalmannschaft, absolvierte aber nur die beiden Partien am 10. Oktober 1976 (DDR – Polen 1:0) und am 23. April 1977 (DDR – Rumänien 0:0) mit dieser Elf. Ein Jahr später wurde er in das Aufgebot der Nachwuchsauswahl aufgenommen, mit der er zwischen 1978 und 1980 zwölf Länderspiele bestritt. In der B-Nationalelf debütierte er Ende September 1980 bei einem Spiel gegen Polen und trat auch Mitte Oktober gegen Spanien für diese Auswahl an.
Mit 23 Jahren kam Trautmann zu seinem ersten Einsatz in der A-Nationalmannschaft. Am 10. Februar 1983 wurde er im Länderspiel Tunesien – DDR (0:2) als rechter Mittelfeldspieler eingesetzt. Er bestritt insgesamt 14 A-Länderspiele, zählte aber nur im Jahr 1983 und noch einmal in der 1. Jahreshälfte 1989 zu den regelmäßig aufgebotenen Akteuren. Sein letztes Länderspiel war das WM-Qualifikationsspiel DDR – Österreich (1:1) am 20. Mai 1989, in dem er wie bei Dynamo gewohnt in der Abwehr spielte.
Zwischen März 1980 und Februar 1984 gehörte er zur DDR-Fußballolympiaauswahl. 1980 war er mit einem Kurzeinsatz im Viertelfinale Teil der Mannschaft, die im olympischen Fußballturnier in Moskau die Silbermedaille eroberte. Mit seinen Teamkameraden wurde er im selben Jahr mit dem Vaterländischen Verdienstorden in Bronze ausgezeichnet.  Für das Olympiaturnier 1984 bestritt Trautmann fünf Qualifikationsspiele. Aufgrund des Olympiaboykotts der DDR konnte er aber nicht in der Endrunde in Los Angeles teilnehmen.

## Trainerlaufbahn
Nachdem Trautmann im Jahr 2000 für kurze Zeit noch einmal als Talentspäher zu Dynamo Dresden zurückgekehrt war, trainierte er von 2001 bis 2011 den sächsischen Landesligisten VfL Pirna-Copitz. Danach arbeitete er wieder bei Dynamo Dresden, zunächst als Co-Trainer der U-17-Junioren, seit 2014 vorübergehend als Trainer und seit Beginn der Saison 2016/17 als Co-Trainer der U-19-Junioren-Bundesliga-Mannschaft, sowie als hauptamtlicher Mitarbeiter der Geschäftsstelle und Nachwuchs-Akademie. Zudem organisiert er Trainingslager und Feriencamps der „Dynamo Dresden Fußballschule“ von Teams aus ganz Deutschland im Sportpark Weißig.